# Cantonul Juvigny-le-Tertre
Cantonul Juvigny-le-Tertre este un canton din arondismentul Avranches, departamentul Manche, regiunea Basse-Normandie, Franța.

## Comune
| Comune              | Populație (1999) | Cod poștal | Cod INSEE |
| ------------------- | ---------------- | ---------- | --------- |
| La Bazoge           | ...              | 50520      | 50037     |
| Bellefontaine       | ...              | 50520      | 50043     |
| Chasseguey          | ...              | 50520      | 50125     |
| Chérencé-le-Roussel | ...              | 50520      | 50131     |
| Juvigny-le-Tertre   | ...              | 50520      | 50260     |
| Le Mesnil-Adelée    | ...              | 50520      | 50300     |
| Le Mesnil-Rainfray  | ...              | 50520      | 50318     |
| Le Mesnil-Tôve      | ...              | 50520      | 50323     |
| Reffuveille         | ...              | 50520      | 50428     |